# Stazione di Hannover Centrale
La stazione di Hannover Centrale (in tedesco Hannover Hbf – abbreviazione di Hannover Hauptbahnhof, letteralmente "Hannover stazione principale") è la principale stazione ferroviaria della città tedesca di Hannover.

## Storia

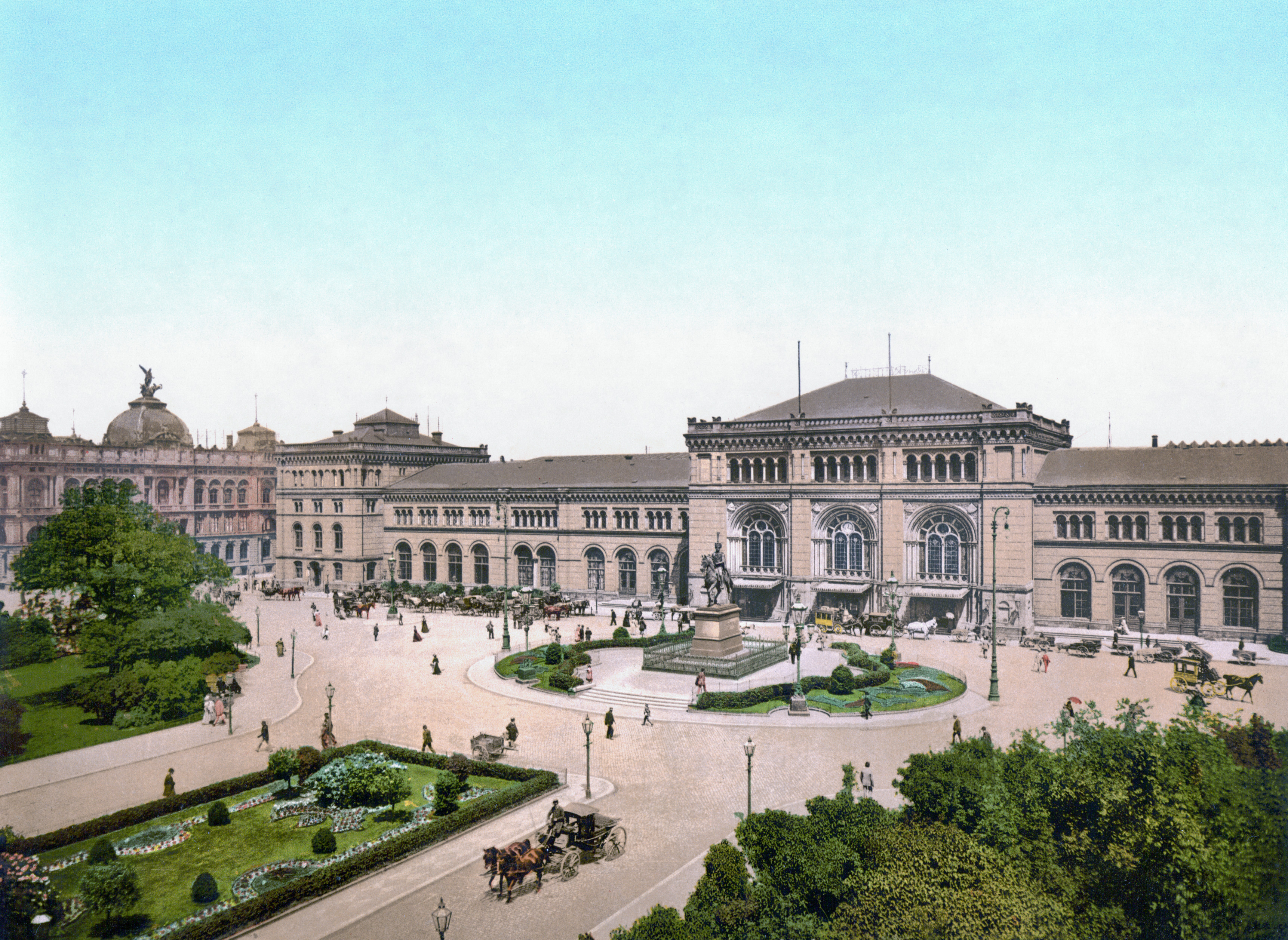
La Stazione nel 1900

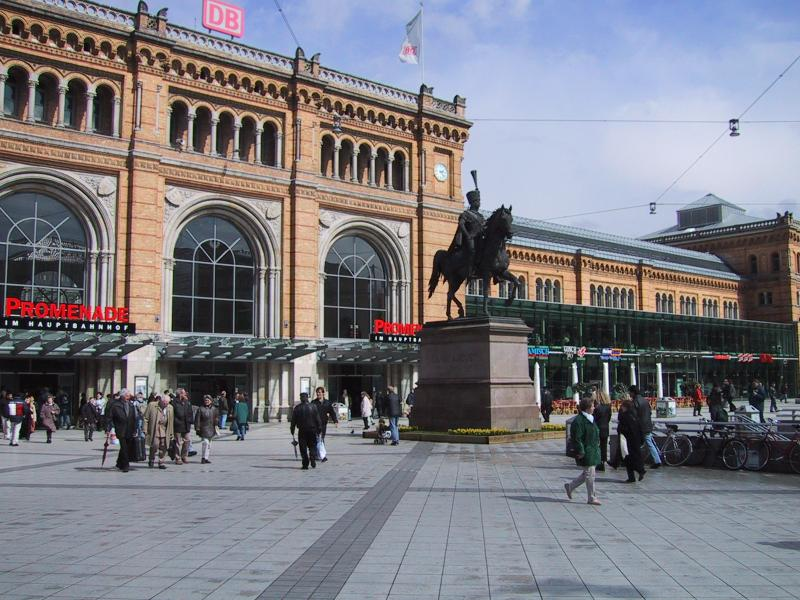
L'ingresso principale alla Stazione ad oggigiorno

La stazione venne attivata nel 1843, con l'apertura della Ferrovia Hannover-Braunschweig, con una tratta diretta che passava per Lehrte. Il piccolo fabbricato viaggiatori eretto provvisoriamente fu sostituito fra il 1845 e il 1847 da un nuovo edificio in stile romantico, a cui era affiancata una tettoia in legno che ricopriva i binari.
Poiché con l'espansione urbana la ferrovia (all'epoca posta a livello stradale) creava gravi problemi urbanistici, nel 1873 si decise di trasferire la sede su un tracciato sopraelevato ad un'altezza di 4,50 metri, per una lunghezza complessiva di otto chilometri. I lavori richiesero la costruzione di un nuovo fabbricato viaggiatori, più ampio del precedente, progettato da Hubert Stier in stile neorinascimentale e completato nel 1879.
La stazione fu danneggiata durante la seconda guerra mondiale, ma il fabbricato non fu gravemente danneggiato e rimase in uso dopo le necessarie riparazioni.
Negli anni settanta sotto la stazione venne costruita una stazione sotterranea per la Stadtbahn cittadina, simile alla stazione di una metropolitana.
La stazione venne completamente ristrutturata in occasione dell'Expo 2000, con la realizzazione di spazi commerciali integrati con la Niki-de-Saint-Phalle-Promenade, che attraversa tutto il centro storico; sempre nel 2000 venne attivata la rete S-Bahn.
Nel 2004 la stazione ottenne il premio di "stazione dell'anno" (Bahnhof des Jahres) dell'associazione Allianz pro Schiene.

## Collegamenti
La Stazione di Hannover Centrale è servita da circa 622 treni al giorno. La stazione collega le linee ICE nord-sud da Amburgo a Monaco con le linee ovest-est da Dortmund e Colonia verso Berlino.